# Woodside (Durham)
Woodside – wieś w Anglii, w hrabstwie Durham. Leży 16 km na południowy zachód od miasta Durham i 366 km na północ od Londynu.